# 美因河畔弗里肯豪森
美因河畔弗里肯豪森是德国巴伐利亚州的一个市镇。总面积10.55平方公里，总人口1228人，其中男性620人，女性608人（2011年12月31日），人口密度116人/平方公里。